# معدل كتلة الدماغ إلى الجسم
معدل كتلة الدماغ إلى الجسم هو معدل وزن الدماغ إلى وزن الجسم. يفترض به أن يكون مؤشرا تقريبا لذكاء الحيوان، بالرغم من كونه سهل الحساب إلا أنه يعتبر أداة جيدة لحساب معدل تدمغ الأنواع المختلفة من الحيوانات والأنواع التي تعتبر قريبة من بعضها بعض الشيء.

## علاقة حجم الدماغ بحجم الجسم
حجم الدماغ عادة يزيد بزيادة حجم الجسم وهو بذلك يتناسب طرديا مع حجم الجسم ولكن العلاقة ليست خطية في الحقيقة ، فالفئران وبالرغم من صغر حجمها إلا أن معدل كتلة أدمغتها بالنسبة إلى أجسامها يقارب معدل الإنسان بينما يقل هذا المعدل عند الفيلة بالرغم من كونها تعتبر حيوانات ذكية .
من الصعب تقدير ذكاء الحيوانات ولكن في الغالب أنه كلما زاد حجم ووزن الدماغ كلما زادت القدرات الإدراكية وذكاء الحيوان ، ولأن الحيوانات الأضخم حجما تحتاج كميات أكبر من الخلايا العصبية للسيطرة على أجسامها فإن وزن الدماع فقط ليس مقياسا جيدا للذكاء ولكن معدل الكتلة النسبي الذي يأخذ في الاعتبار وزن الدماع إلى وزن الجسم أدق ، ولكن هذا المقياس لا يعتبر دقيقا بصورة متكاملة لأن معدل الذكاء تحكمه عوامل أخرى كتطور القشرة الدماغية ومعدل طيات الدماغ الذي يمنح الدماغ مساحة سطحية أكبر وهو أمر يتناسب طرديا مع زيادة معدلات الذكاء لدى البشر (( عدد طيات الدماغ )) وزيادة المساحة السطحية له وتستثنى من هذه القاعدة حالات تورم الدماغ التي تزيد من المساحة السطحية للدماع دون التأثير على معدل الذكاء.